# Войнич-Сяноженцкие
Войнич-Сяноженцкие  (пол. Sianożęcki) — польский дворянский род герба Дрогослав, русского происхождения, состоявший в русском подданстве. Родоначальник их, Алексей Войнич-Сеножатский, был взят в плен татарами, за что сын его Борис получил в 1562 году несколько поместий в Рогачевском уезде. Потомки его записаны в VI часть дворянской родословной книги Могилёвской губернии.